# Ptilodictya
Ptilodictya is een uitgestorven geslacht van mosdiertjes, dat leefde van het Ordovicium tot het Devoon.

## Beschrijving
Deze kolonie bestond uit een enkele tak van ± 23 cm, die enigszins recht of gebogen was, meerhoekig op doorsnee, met een centrale wand die beiderzijds rechthoekige zooëcia bevatten. Deze stonden als rijen in de lengterichting van de tak, met aan het uiteinde een kegelvormige punt, die paste in een gewricht aan de korstvormige voet van de kolonie. Hierdoor was de tak in staat om te bewegen. Deze korstvormige voet was vastgekit op harde substraten op de zeebodem.